# St-Pierre (Donnemarie-Dontilly)

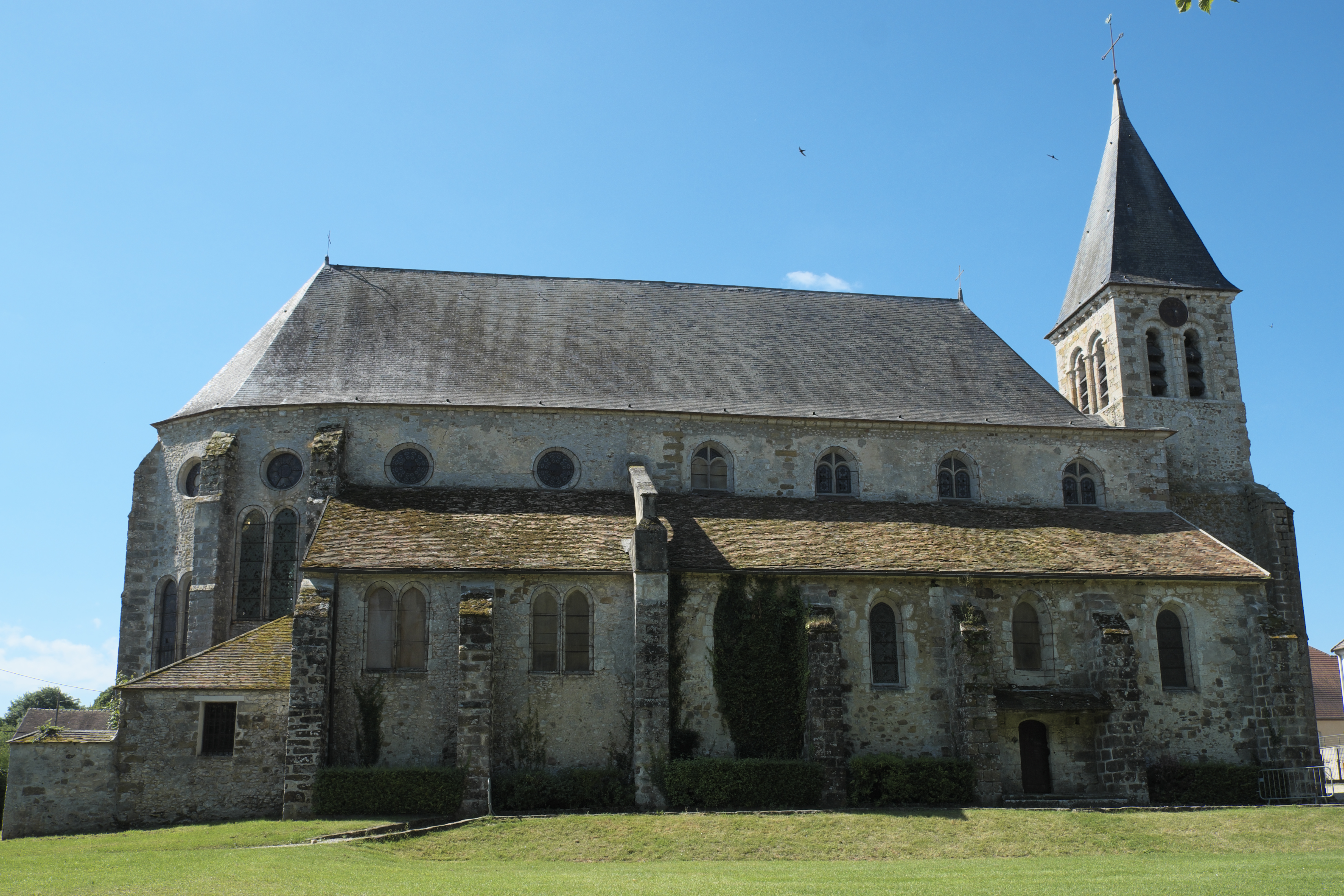
Ehemalige Kirche Saint-Pierre

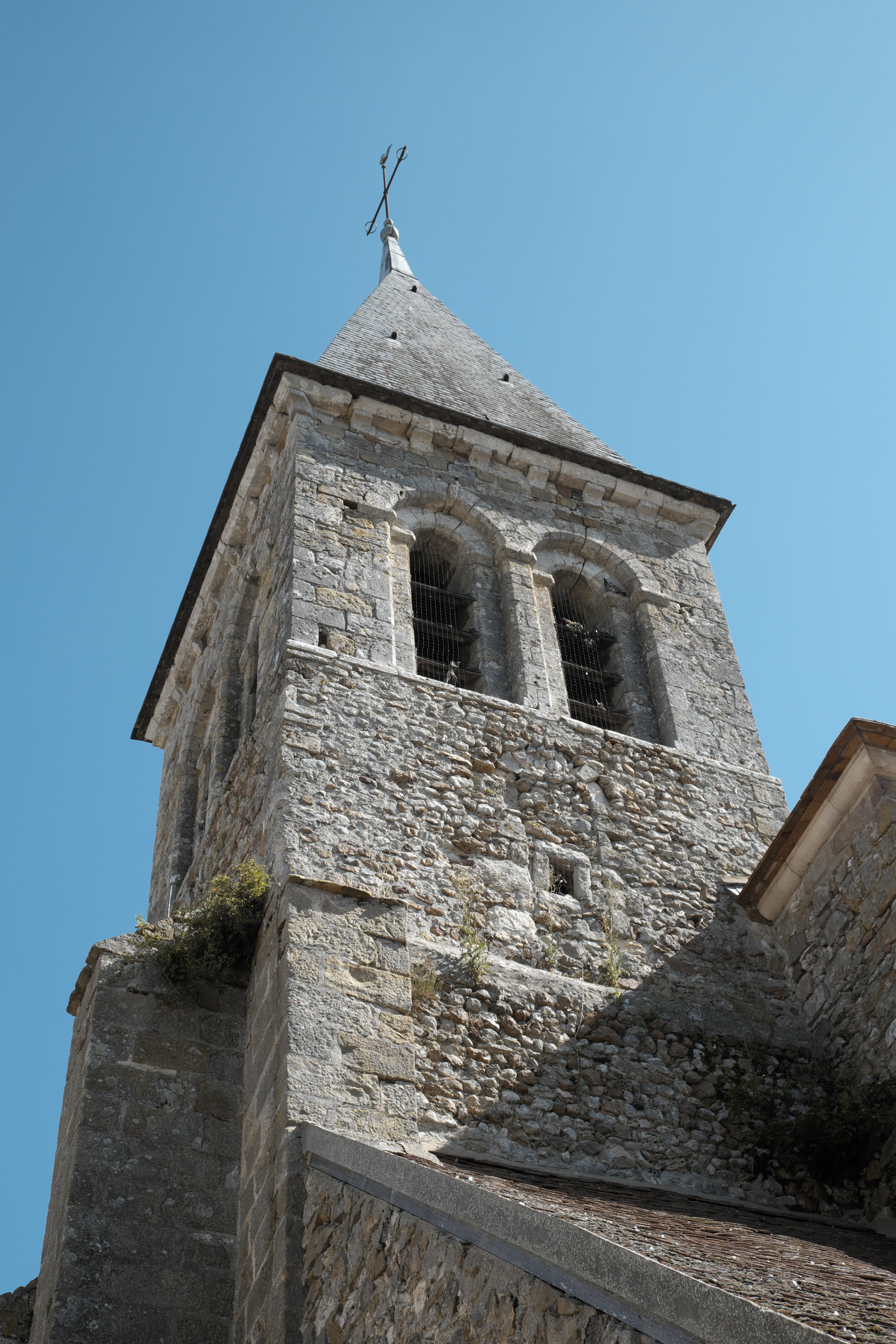
Glockenturm

Die ehemalige Kirche Saint-Pierre in Dontilly, einem Ortsteil der Gemeine Donnemarie-Dontilly im Département Seine-et-Marne in der französischen Region Île-de-France, geht auf eine romanische Kirche aus dem 11. Jahrhundert zurück, die im 13. und 16. Jahrhundert erweitert wurde. Im Jahr 1930 wurde die dem Apostel Petrus geweihte Kirche als Monument historique in die Liste der Baudenkmäler in Frankreich aufgenommen. Das Gebäude, in dem keine Gottesdienste mehr stattfinden, wird für kulturelle Veranstaltungen genutzt.

## Geschichte
Es wird vermutet, dass im Mittelalter auf der Anhöhe eine Burg stand. Die Kirche Saint-Pierre diente womöglich als Burgkapelle, bevor sie zu einem Rekollektenkloster gehörte. 1589 wurde sie Pfarrkirche von Dontilly, einer ehemals eigenständigen Gemeinde, die 1967 zur Gemeinde Donnemarie-Dontilly zusammengeschlossen wurde.

## Architektur

### Außenbau
An der Westfassade erhebt sich der Glockenturm, der in drei Bauphasen errichtet wurde. Im Unterbau des Turms, der ins frühe 11. Jahrhundert datiert wird, öffnet sich ein Rundbogenportal. Der Mittelteil, der zwischen 1080 und 1000 entstand, ist mit schmalen, schießschartenartigen Öffnungen versehen. Das obere Stockwerk des Turms, das aus der ersten Hälfte des 12. Jahrhunderts stammt, wird auf allen vier Seiten von rundbogigen Zwillingsarkaden durchbrochen.

### Innenraum

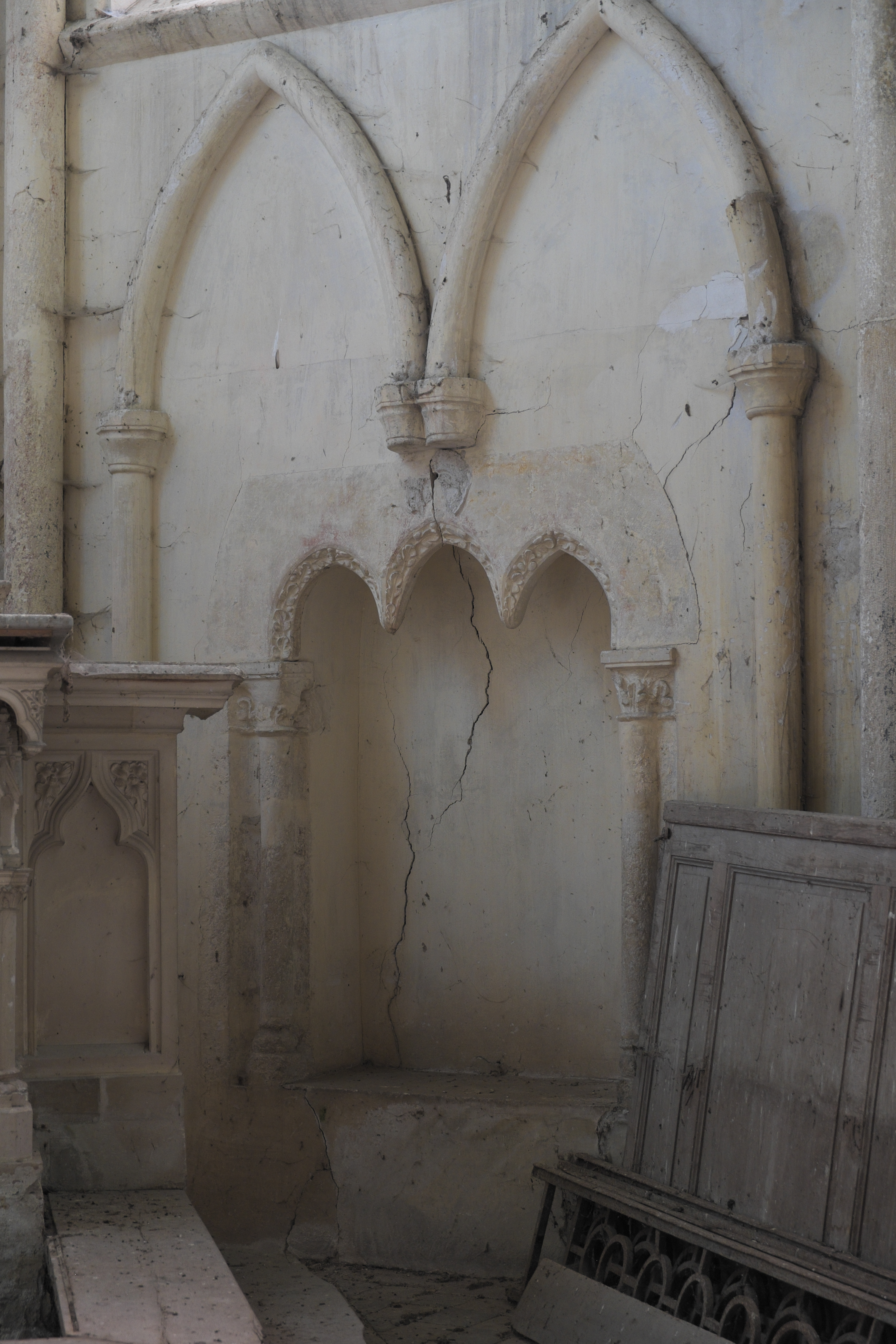
Piscina

Das Langhaus wurde ab 1550 errichtet. Es ist dreischiffig und in vier Joche gegliedert. Das Mittelschiff ist mit einem offenen Dachstuhl gedeckt, die Seitenschiffe besitzen Kreuzrippengewölbe, die mit skulptierten Schlusssteinen verziert sind. Auf einem Schlussstein sind Schlüssel zu erkennen, auf einem anderen das Lamm Gottes. Das Hauptschiff und die beiden Seitenschiffe werden durch spitzbogige Arkaden voneinander getrennt, die auf mächtigen Pfeilern und eingestellten Säulen mit Kapitellen aufliegen.
Der polygonale Chor stammt aus dem frühen 13. Jahrhundert. Er wird von fünf großen, zweibahnigen Fenstern und neun kleineren Rundfenstern erhellt. Im Chor ist eine von zwei eingestellten Säulen gerahmte und einem Dreipassbogen überspannte Piscina in die Wand eingebaut.

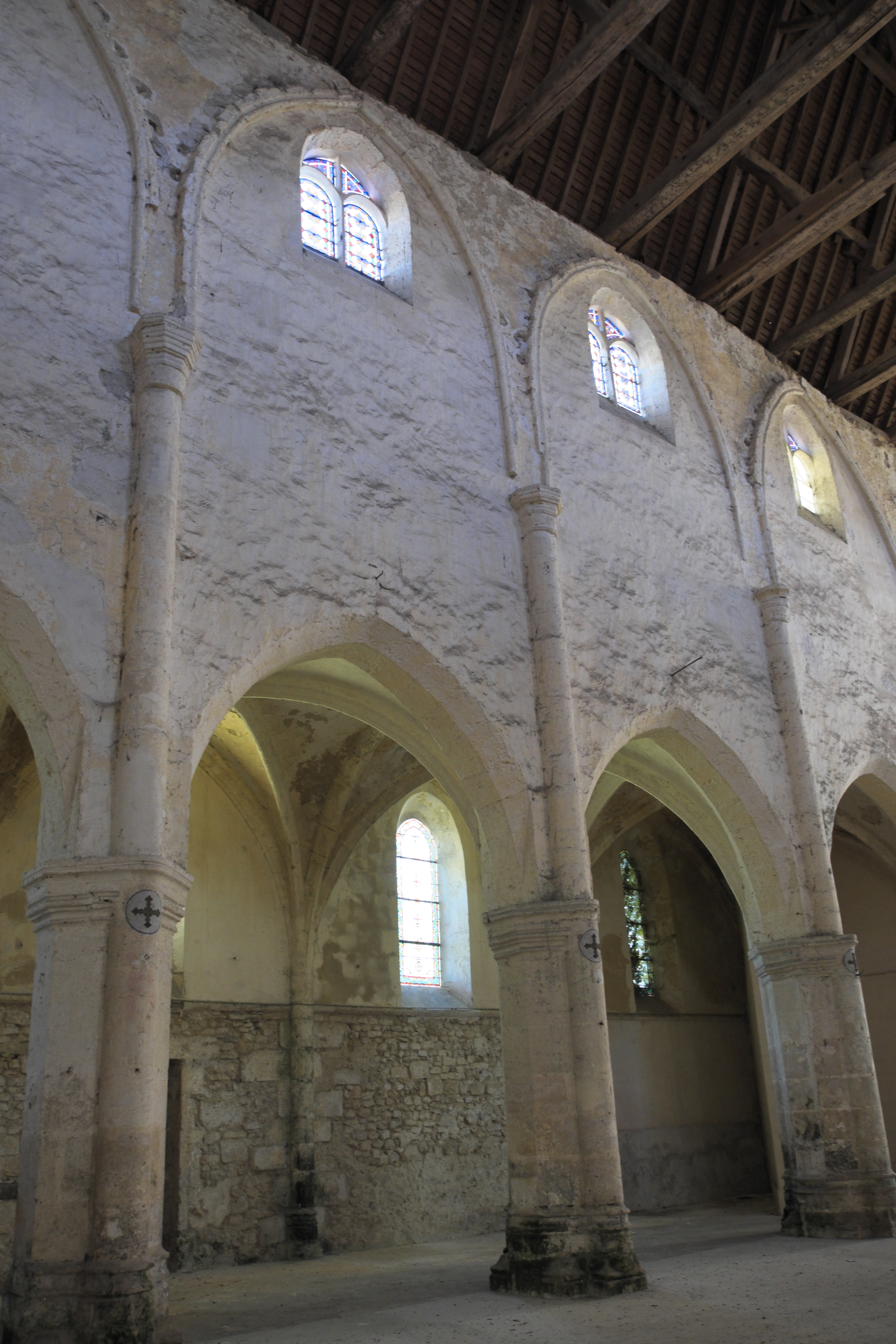
Nördliches Seitenschiff
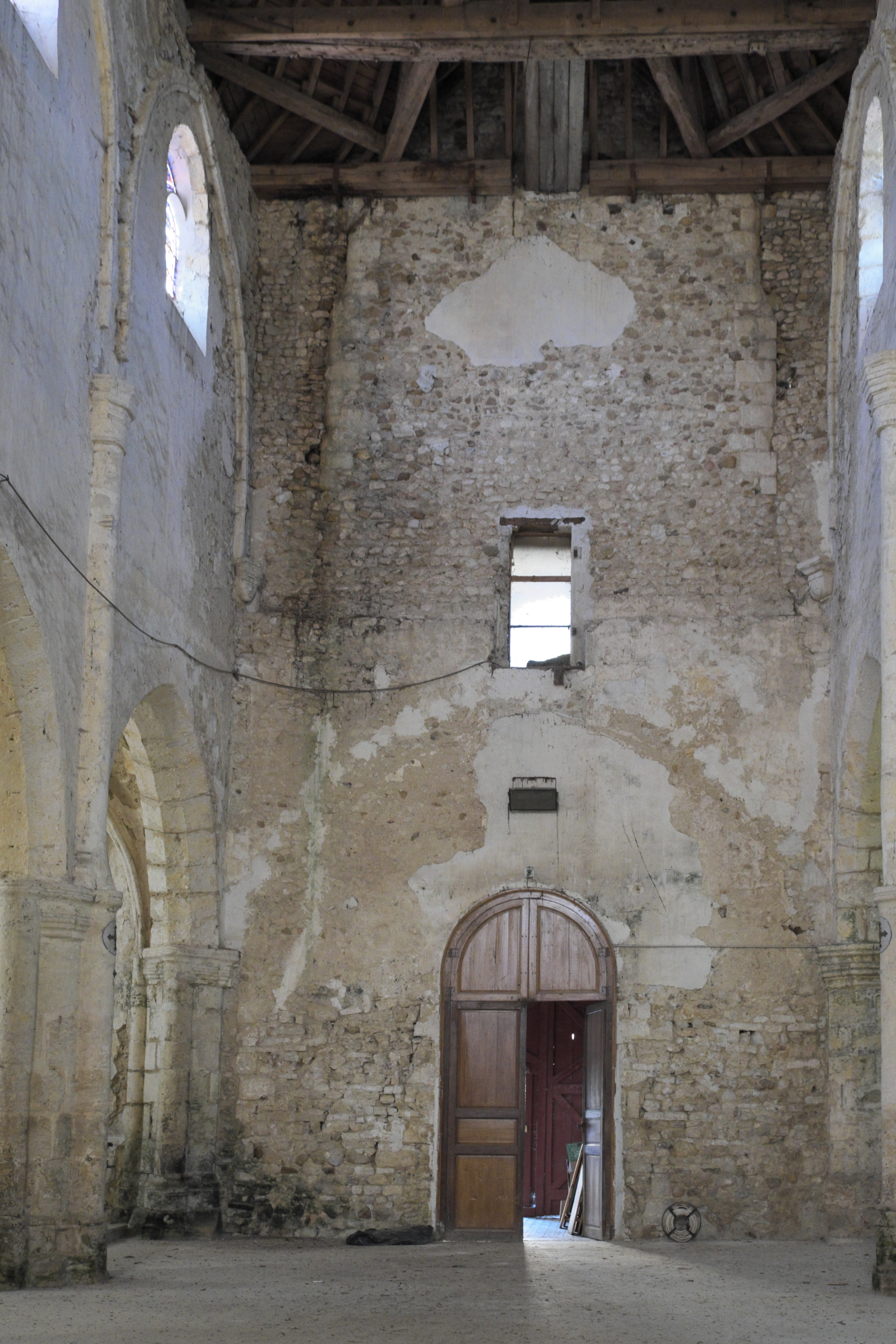
Westwand
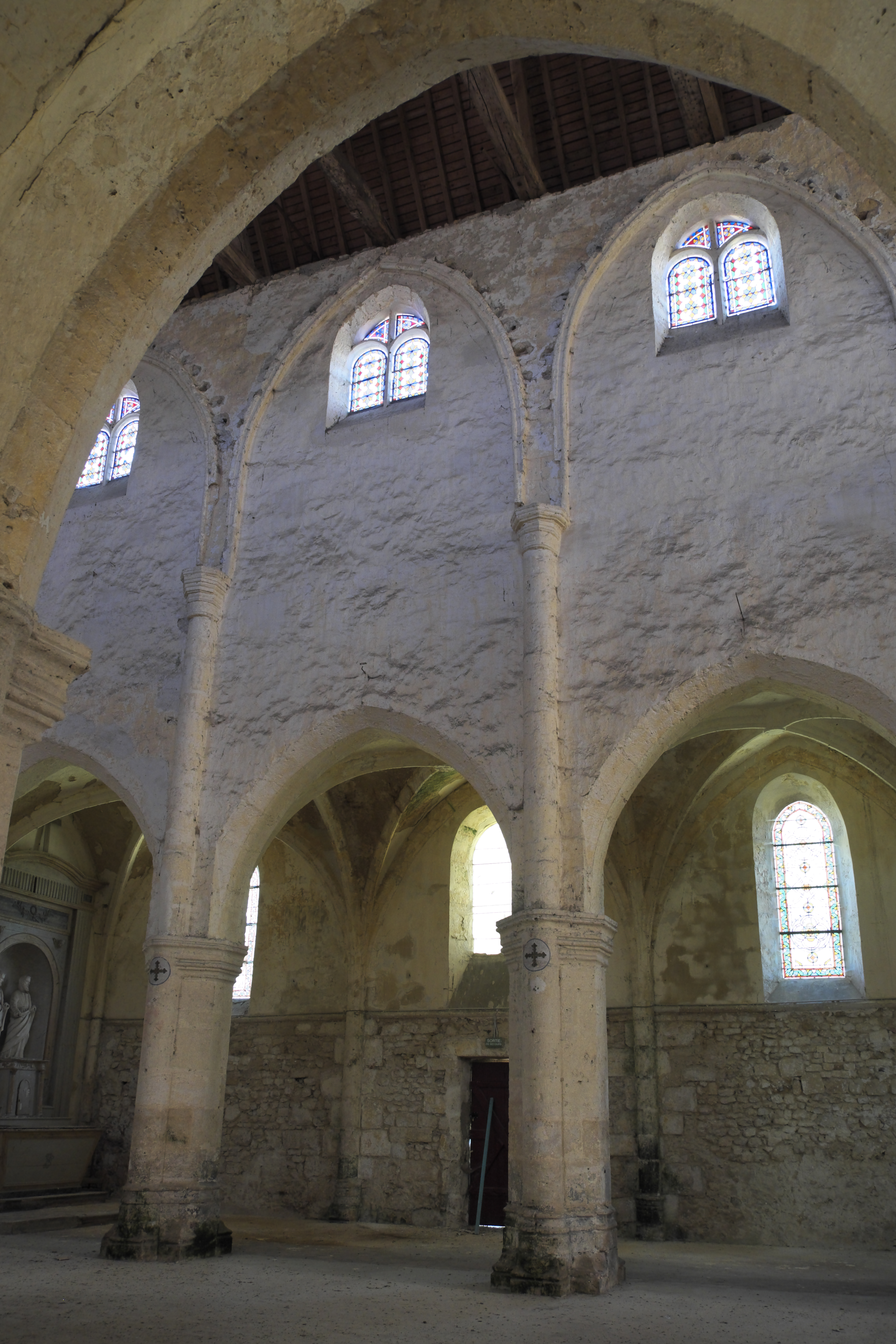
Südliches Seitenschiff

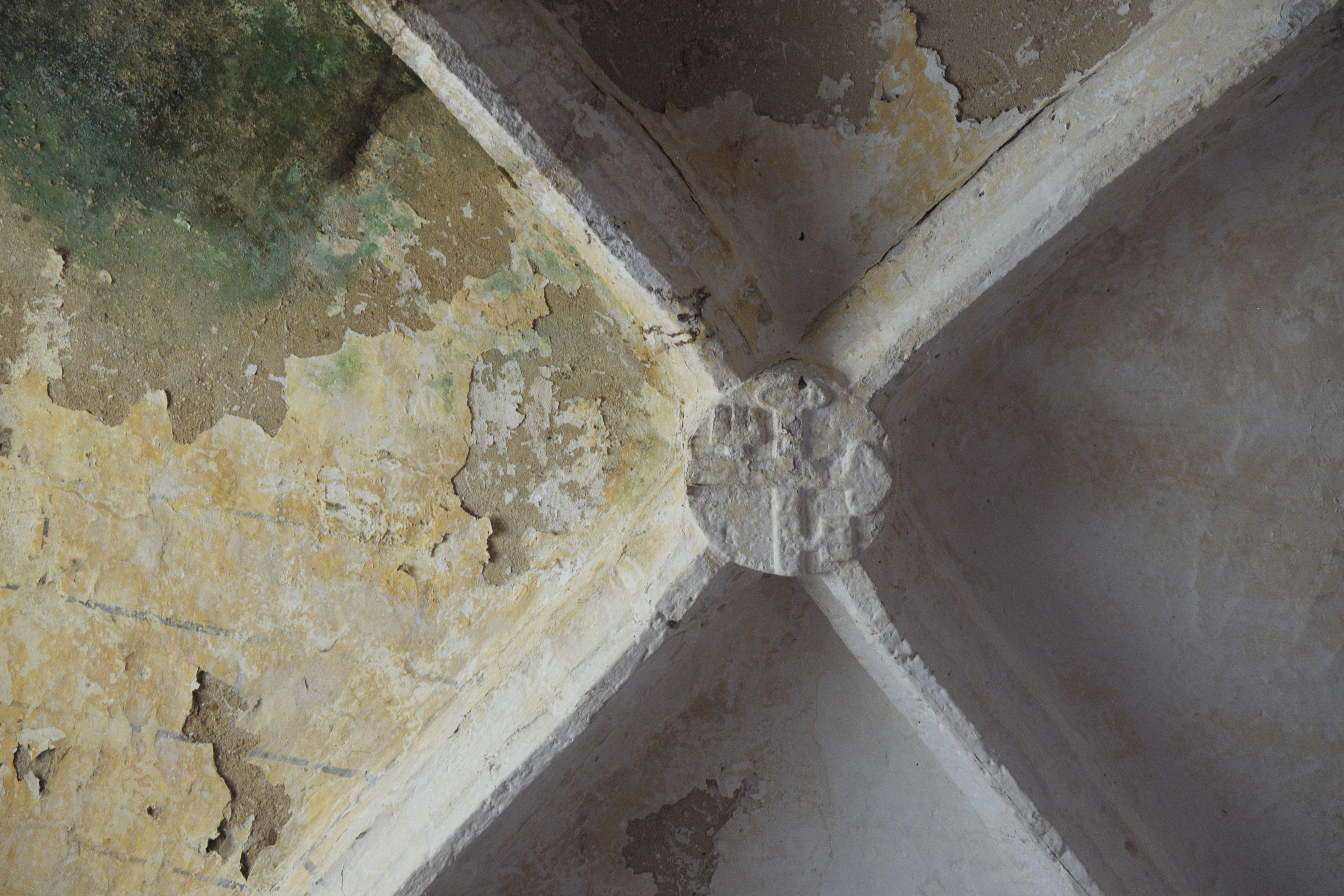
Schlussstein
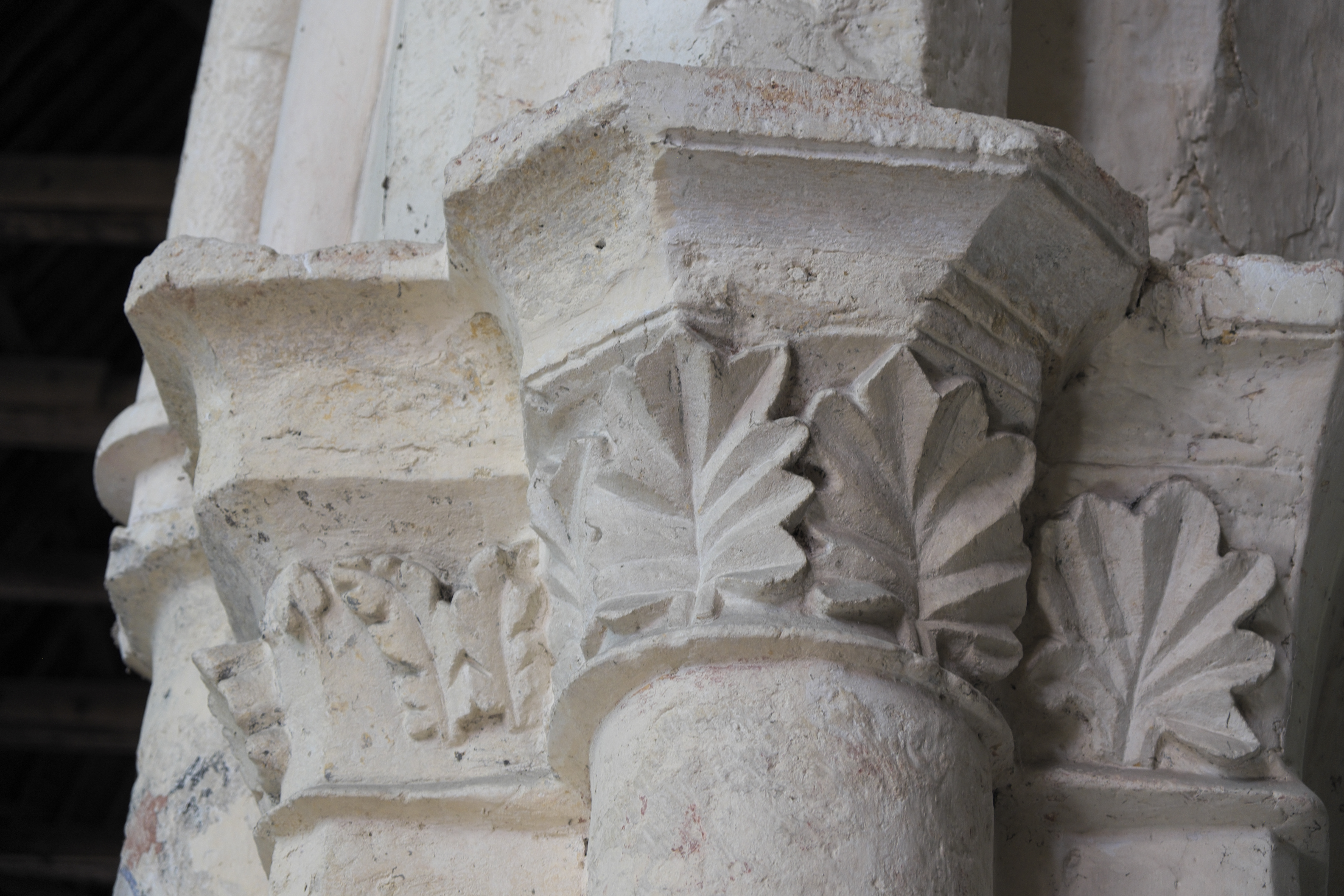
Kapitell
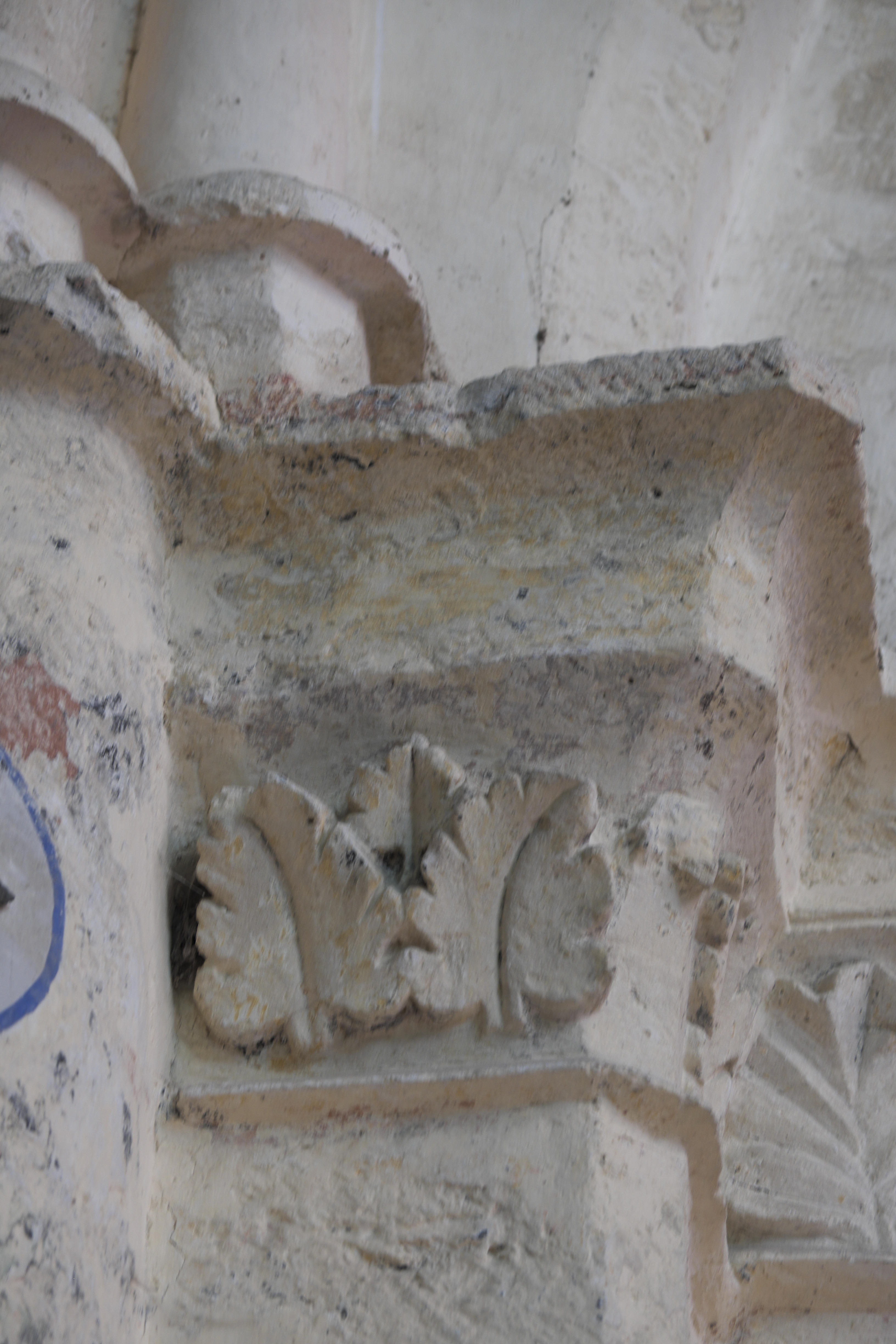
Kapitell
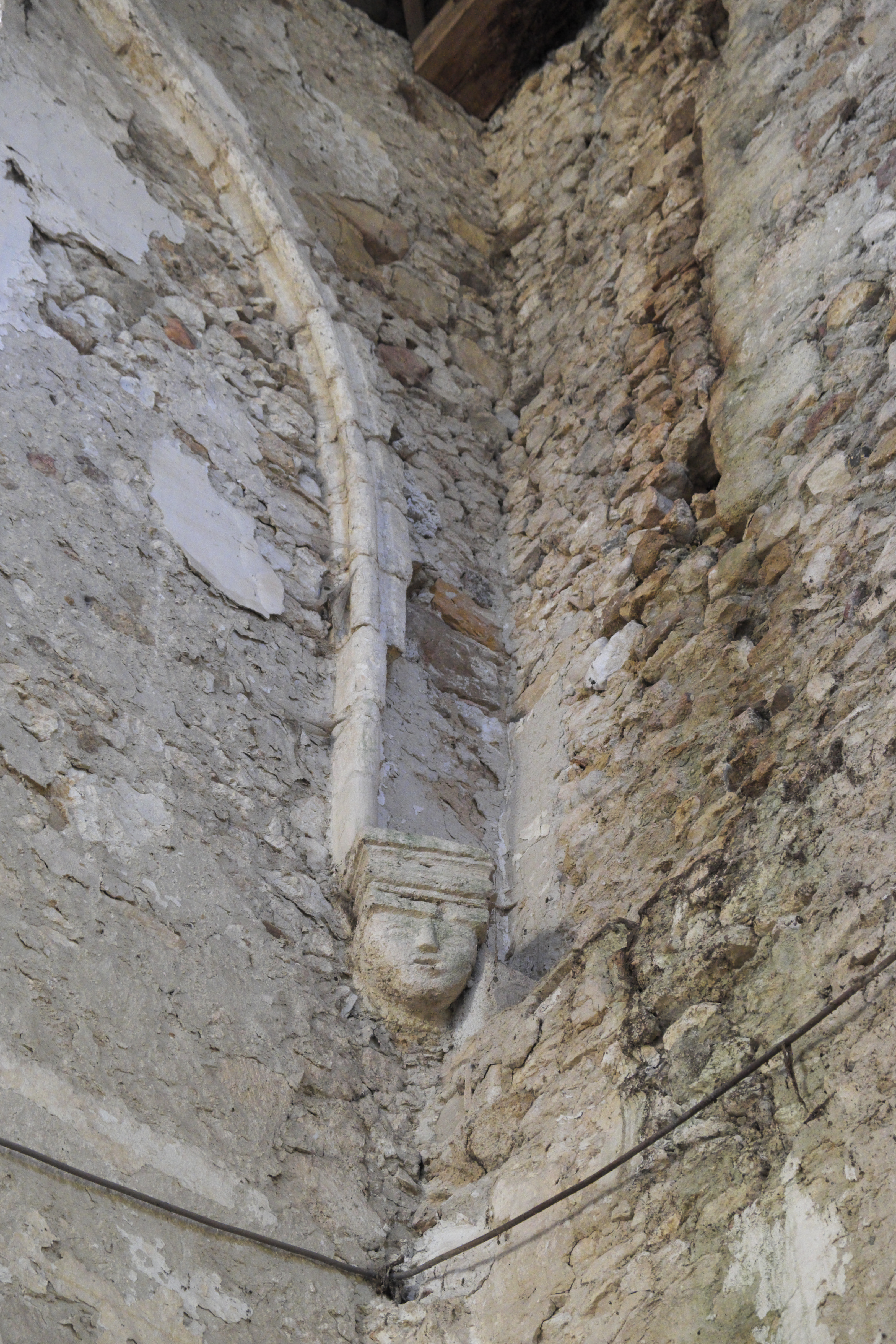
Konsole

## Bleiglasfenster
Im Chor sind noch drei Bleiglasfenster aus dem 19. Jahrhundert erhalten, auf denen in der Mitte Gottvater und Jesus mit dem Kreuz, auf der linken Seite Johannes der Täufer und eine Madonna mit dem Jesuskind dargestellt sind. Auf dem Fenster der rechten Seite sind die Apostel Petrus und Paulus dargestellt, neben dem Namen des Stifters im unteren Feld ist die Jahreszahl 1861 zu lesen.

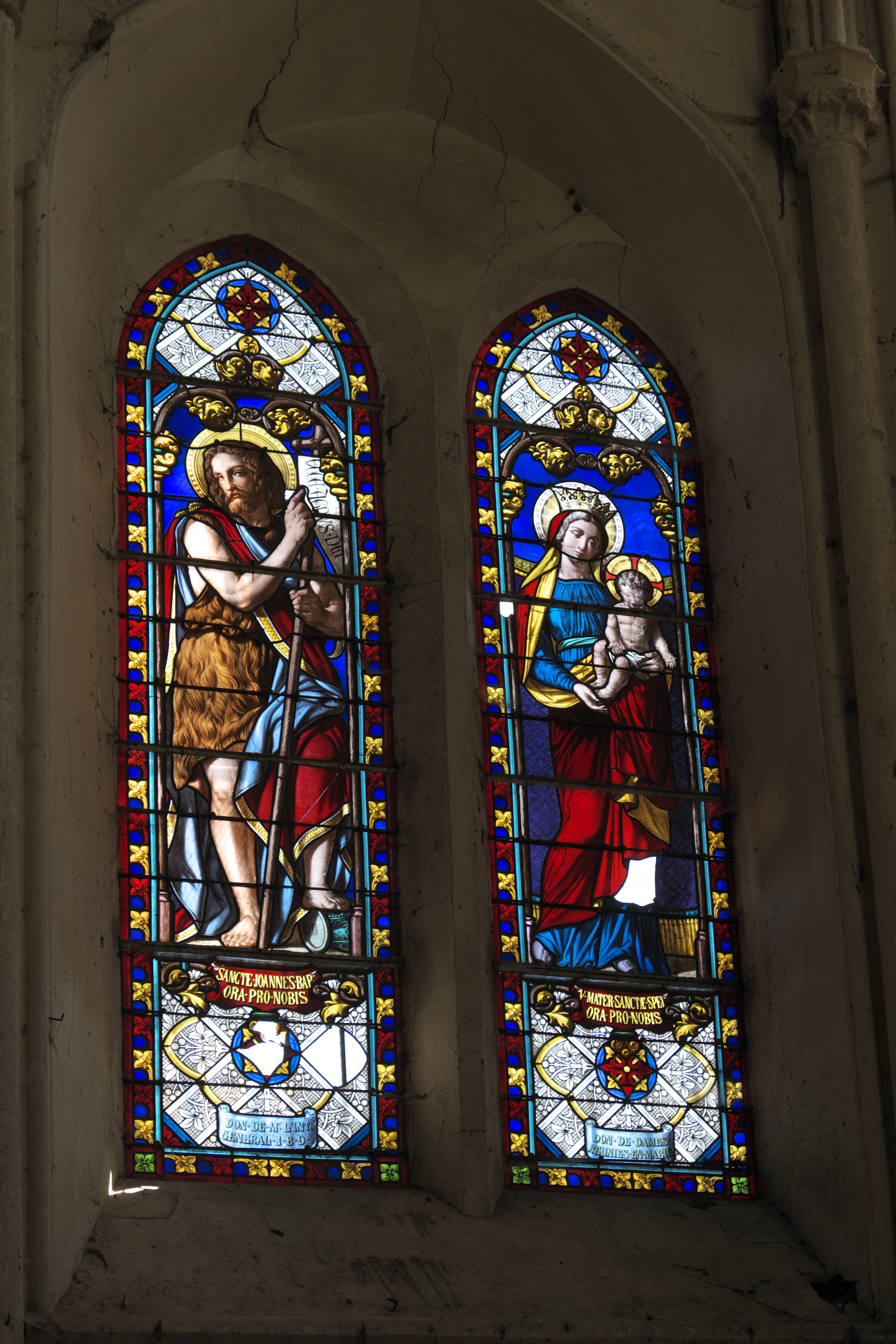
Johannes der Täufer und Madonna mit Kind
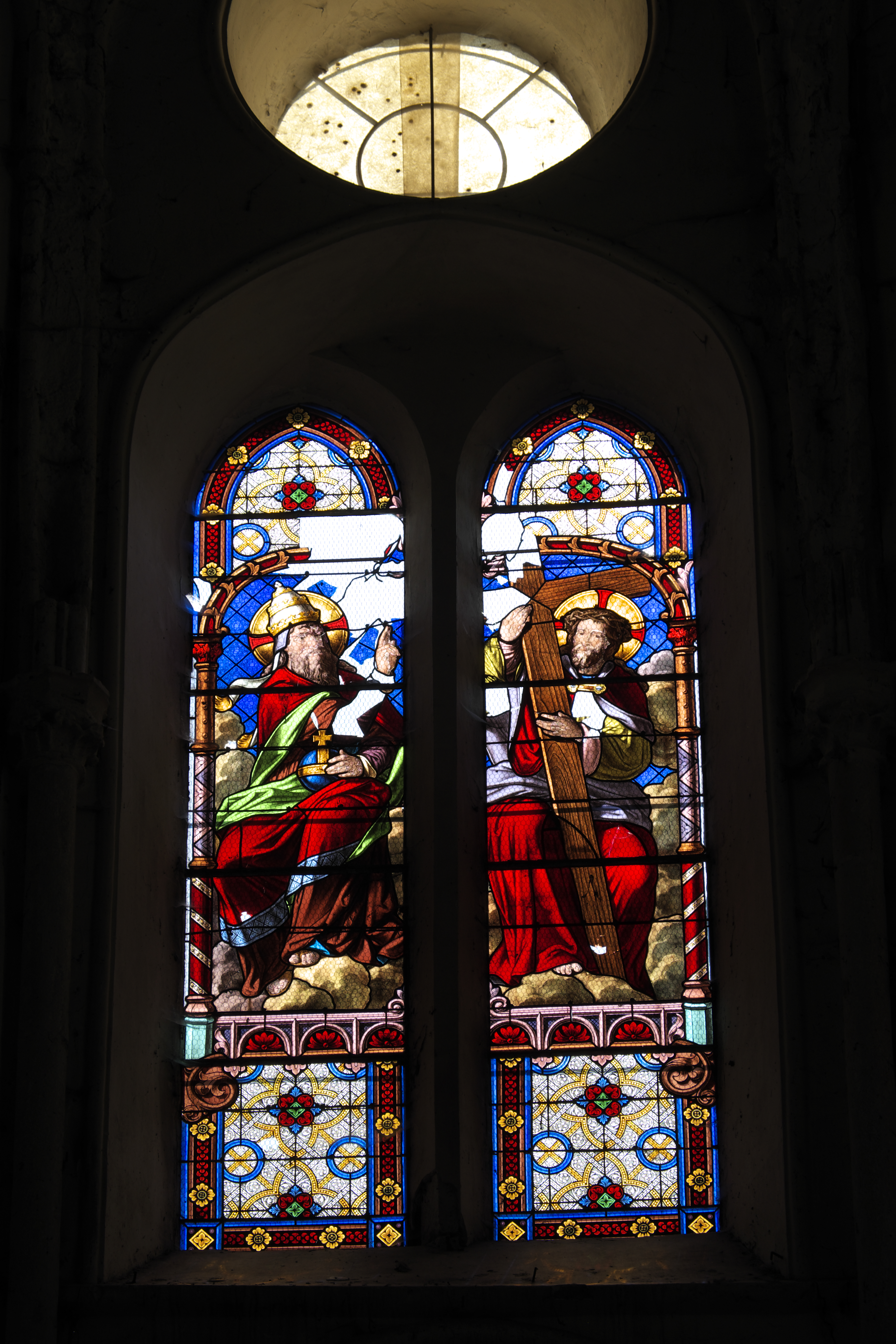
Gottvater und Jesus
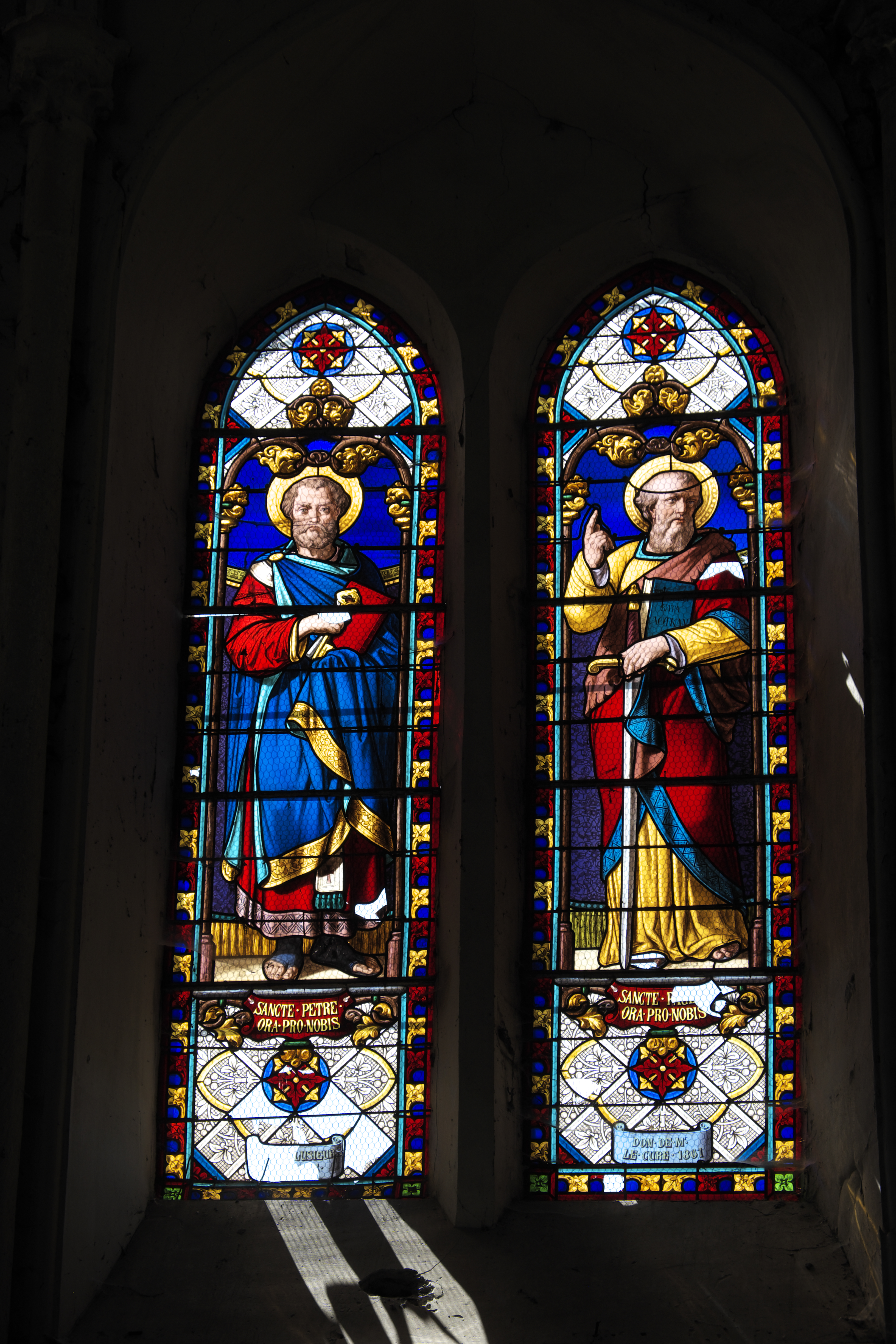
Petrus und Paulus